# خضر
خضر (به عربی: ٱلْخَضِر) شخصیتی است که در قرآن به‌عنوان بنده صالح خداوند و دارای حکمت یا دانش عرفانی معرفی شده است. در روایات مختلف اسلامی و غیراسلامی، خضر به‌عنوان پیامبر یا فرستاده خدا توصیف شده است که از دریا محافظت می‌کند، دانش پنهانی را آموزش می‌دهد، و به کسانی که دچار دردسر شده‌اند کمک می‌کند. شخصیت خضر، شخصیتی ساخته و پرداختهٔ ادوار و اقوام گوناگون است و در طول زمان با عناصر مختلف دیگری مانند هوم و سروش ایرانی، ژنرال سارگیس سنت جورج در آسیای صغیر، سمائیل در یهودیت، یحیی و عثمان مروندی در سند و پنجاب در جنوب آسیا درآمیخته است.
از معجزاتی که برای او دانسته‌اند این است که روی هر زمین خشکی می‌نشست، زمین، سبز و خرم می‌گشت و دلیل نامش، (خضر: سبز) نیز همین است. دوران زندگی خضر،  قبل از زمان موسی تا زمان حاضر، و ادامهٔ زندگی او تا آخرالزمان، مورد اتّفاق مسلمانان است. به اعتقاد مسلمانان، خضر، طولانی‌ترین عمر را در میان فرزندان آدم دارد.

## اصالت تاریخی

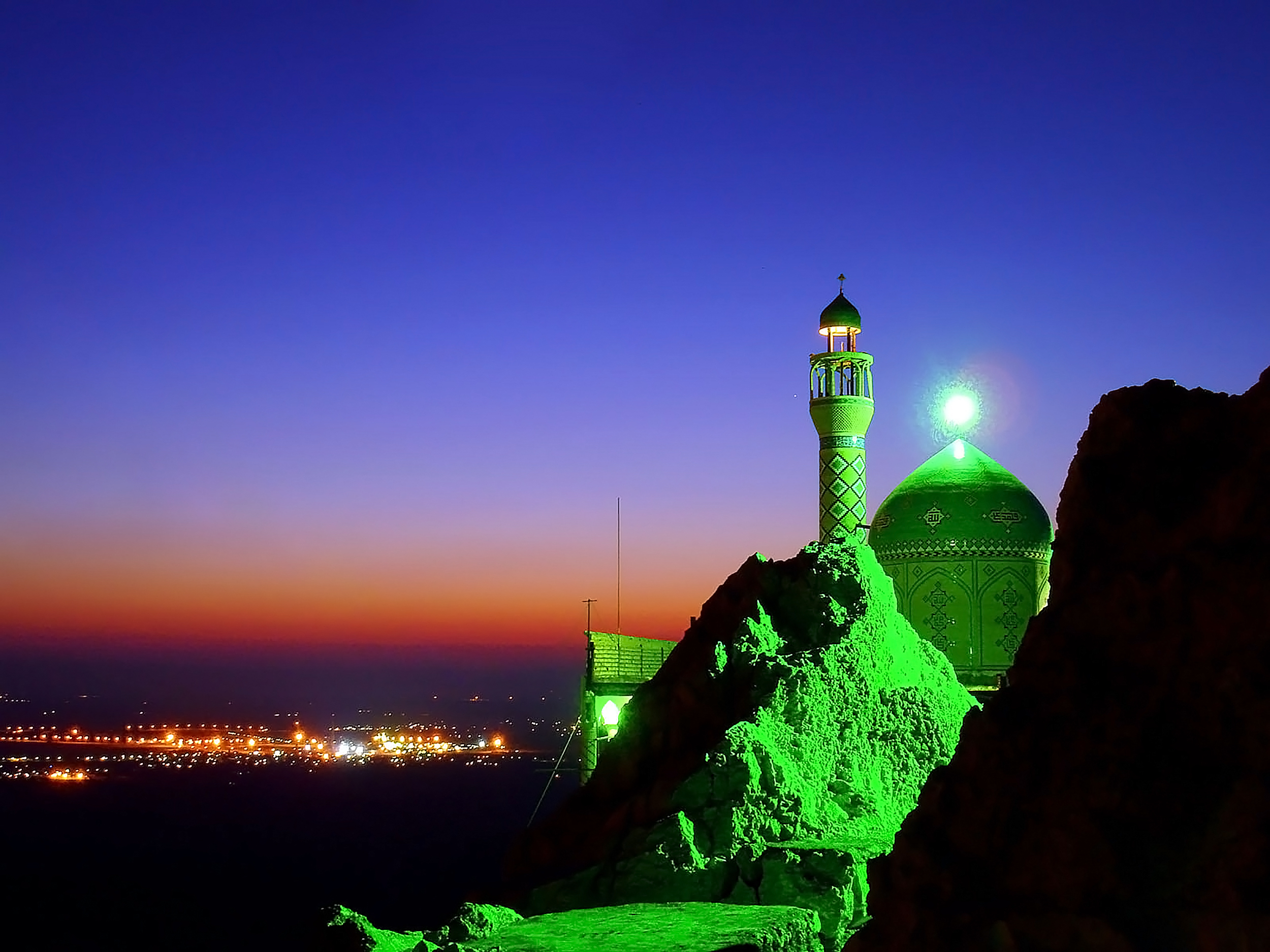
مسجدی در بالای کوهی به نام خضر در شهر قم

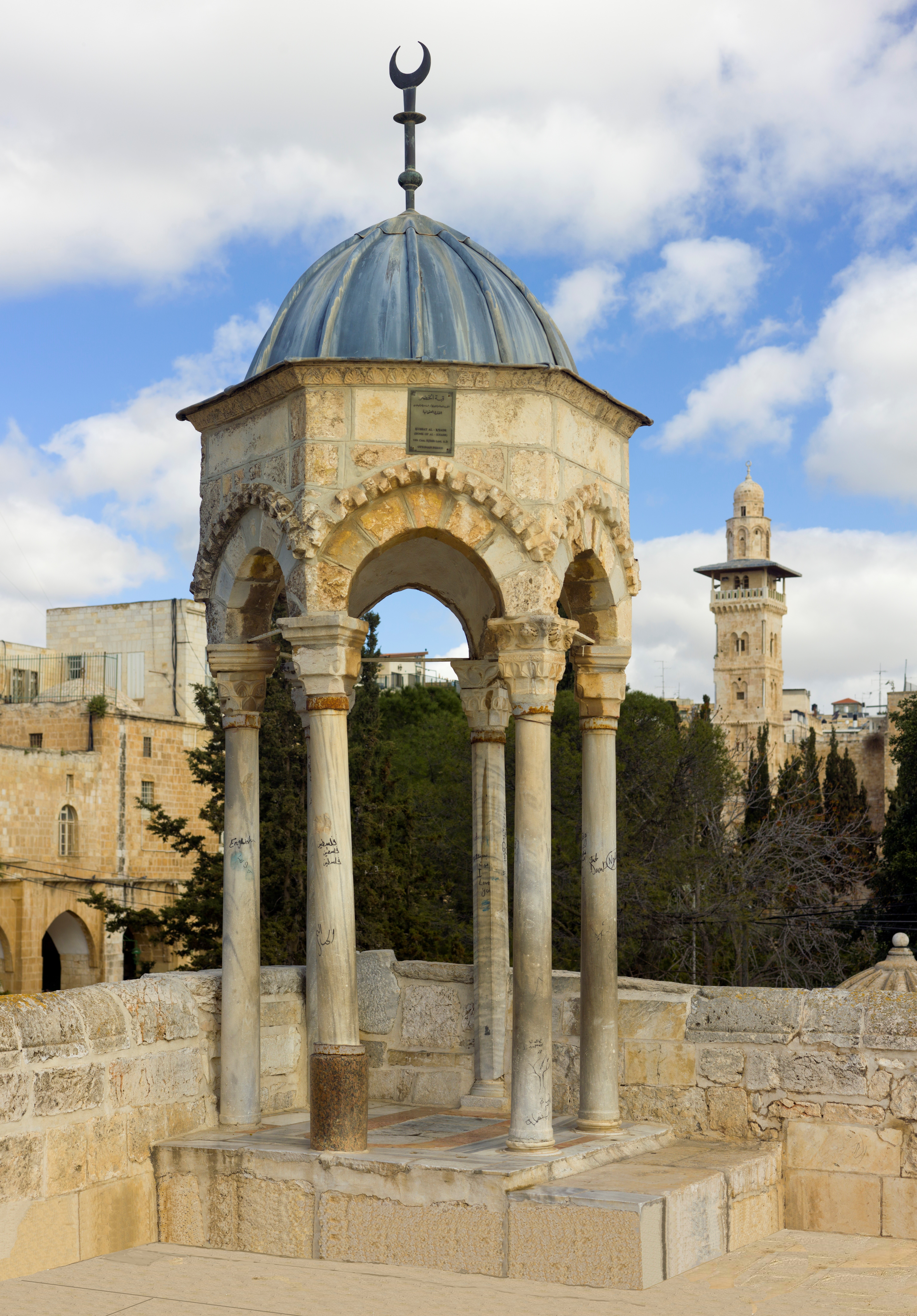
گنبد خضر در مسجد الاقصی در اورشلیم

### یهودیت و مسیحیت
مفسران بر این باورند که داستان قرآنی موسی و همراهش در سوره کهف مربوط به موسی و خضر است. منبع داستان قرآنی سفر موسی و خضر، دقیقاً مشخص نیست. برانون اِم ویلر مورخ، می‌گوید که به‌نظر نمی‌رسد این داستان پیشینه مستقیم مسیحی یا یهودی داشته باشد هرچند که نمونه‌های مشابهی از آن در دیگر ادیان موجود است.
یکی از مهم‌ترین فرضیه‌ها در مورد منبع داستان موسی و همراهش در قرآن، فرضیه‌یِ مورخِ هلندی اوایل قرن بیستم، آرنت یان ونیسک است. او گفت که این داستان از یک افسانه یهودی مشتق شده که ماجرای خاخام تلمودی، «جاشوا بن‌لاوی» و «الیاس»، پیامبرِ تورات است. در این داستان یهودی نیز مانند داستانِ موسی و همراهش (احتمالاً خضر)، بن‌لاوی می‌خواهد از الیاس پیروی کند؛ الیاس با درخواستش موافقت می‌کند بدین شرط که اقدامات احتمالیش را زیر سؤال نبرد. یک شب، بن‌لاوی و الیاس میزبان مرد فقیری هستند که فقط یک گاو دارد. الیاس آن گاو را سلاخی می‌کند. فردای آن روز، مردی ثروتمند از پذیرایی از آن دو، امتناع می‌ورزد، اما الیاس، بدون دریافت دستمزد، دیوار آن مرد را تعمیر می‌کند. در نهایت، مردم نیز از پذیرایی از این دو در کنیسه‌ای مجلل خودداری می‌کنند، ولی توسط گروهی از مردم فقیر میزبانی می‌شوند. الیاس از خدا می‌خواهد که همه افراد کنیسه را به حاکم تبدیل کند و تنها یک نفر از این کنیسه حکومت کند. هنگامی که بن‌لاوی از الیاس علت این کارهایش را سؤال می‌کند، او توضیح می‌دهد که آن گاو را به‌عنوان قربانی به‌جای همسر مرد میزبان که قرار بود در آن روز بمیرد، کشت؛ و دیوار فرد ثروتمند را تعمیر کرد تا مرد نتواند گنج زیر دیوار را پیدا کند؛ و اینکه دعای پایانیش به این دلیل بوده که سرزمین تک‌فرمانروا بهتر از سرزمینی است که چندین حاکم داشته باشد. ونسینک معتقد بود که قرآن داستان خضر را مستقیماً از این منبع یهودی گرفته است، اما نام شخصیت‌ها تغییر کرده‌اند.
این افسانه یهودی برای اولین بار در اثری عربی توسط محقق یهودی تونسی قرن یازدهم، نسیم بن یعقوب، حدود چهارصد سال پس از تألیف قرآن، تأیید شده است. هایم شوارتزبام در اوایل سال ۱۹۶۰ میلادی استدلال کرد که به‌نظر می‌رسد این داستان «کاملاً وابسته به متن قرآن» است. حتی زبان و لحن بیان داستان، بیشتر شبیه به متون عربی کلاسیک معمولی است تا داستان‌های دیگر بن ژاکوب با منشأ و بیان واضح تلمودی. ویلر با اشاره به اینکه مجموعه بن‌یعقوب شامل داستان‌های دیگری با پیشینه اسلامی است، می‌گوید که داستان یهودیِ الیاس و بن‌لاوی، تحت تأثیر اسلام و داستان قرآنی خلق شده است و مشابهت‌های آن با داستان مذکور قرآن، با شرح‌های تفاسیر اسلامیِ پسین بیشتر مطابقت دارد؛ مثلاً روایت اجمالی از خود قرآن، داستان یهودی شامل بن‌لاوی است که به‌دنبال الیاس می‌گردد، همان‌طور که در تفاسیر اسلامی خداوند به موسی می‌گوید به‌دنبال خضر بگردد؛ درحالی‌که خود قرآن هرگز بیان نمی‌کند که ملاقات موسی و خضر خواسته یا ناخواسته بوده است. ارتباط نزدیک بین الیاس و خضر نیز برای اولین بار از تعدادی از منابع اولیه اسلامی گواهی شده است. ویلر نتیجه می‌گیرد که این بن‌یعقوب بوده که داستان الیاس را از قرآن تقلید کرده و نه برعکس.
یکی دیگر از داستان‌های اولیه شبیه به داستان خضر، منشأ مسیحی دارد. دست‌نوشته یونانی آسیب‌دیده و غیراستاندارد قرن سیزدهم به‌نام لیمون پنوماتیکوس. این اثر از راهب بیزانسی پیش از اسلام به‌نام جان موشوس است. این اثر دربارهٔ ماجرای یک راهب و فرشته است. فرشته در این داستان به شرحِ کارهای عجیبی می‌پردازد که پیشتر انجامشان داده. فرشته روزی از میزبان سخاوتمندش جامی دزدیده بود، زیرا می‌دانست که میزبان نیز آن جام را دزدیده بوده و به‌کارگیری آن، کارنامه اعمال میزبان را بیشتر به گناه آلوده می‌کند. او پسر میزبان دیگری را کشته بود؛ زیرا می‌دانست که پسر اگر بالغ شود گناهکار می‌شود، اما اگر قبل از ارتکاب گناه بمیرد به بهشت می‌رود. سرانجام، فرشته دیوار مردی را که از پذیرایی از آنها امتناع کرده بود، تعمیر کرد؛ زیرا می‌دانست که گنجی در زیر آن وجود دارد که ممکن است مرد آن را پیدا کند. مورخ فرانسوی، راجر پارت می‌گوید که این داستان مسیحی، نسبت به افسانه یهودی، نزدیکی بیشتری با روایت قرآن دارد؛ مثلاً، فرشته در داستان یونانی و «عَبْداً مِنْ عِبادِنا» (بنده‌ای از بندگانمان) در قرآن، برخلاف چهره‌های نام‌برده الیاس در داستان یهودی یا خضر در تفسیر اسلامی، هر دو مجهول و مبهم هستند. داستان فرشته و راهب بخشی از سنت مسیحی گسترده‌تر تئودیسه است که ممکن است بر نویسنده قرآن تأثیر گذاشته باشد. گابریل سعید رینولد داستان مسیحی را منبع احتمالی روایت قرآن می‌داند.

### آیین زرتشتی
چهره‌های زیادی در تاریخ ایران پیش از اسلام وجود دارند که طی جریان اسلامی‌سازی در شخصیت خضر (به‌معنای سبز) ظهور یافته‌اند. یکی از آنها به‌طرز متناقضی یک زن، آناهیتا است. محبوب‌ترین زیارتگاه زرتشتیان در یزد به آناهیتا اختصاص دارد. برای زرتشتیان، مهم‌ترین زیارتگاه، پیر سبز است. نام حرم از سرسبزی شاخ و برگ‌های اطرافش گرفته شده است. این معبد، هنوز هم برای زرتشتیان ایران کاربردی و مقدس است.
هر ساله از ۲۴ تا ۲۸ خرداد، هزاران زرتشتی از هند و سایر کشورها با زرتشتیان ایران به یزد می‌آیند تا پیر سبز را زیارت کنند. نمازگزاران برای باران دعا می‌کنند و سبز شدن طبیعت و تجدید حیات را جشن می‌گیرند. همان‌طور که بابیان می‌گویند: «خضر به الهه آب زرتشتی، آناهیتا مربوط است و برخی از پناهگاه‌های سابق او در ایران به خضر (پیر سبز) مربوط شده است.»

## نسب و کیستی خضر، بر پایهٔ روایات
گفته می‌شود خضر از اولاد سام بن نوح و پسرخالهٔ ذوالقرنین است. در وجه تسمیه خضر نوشته‌اند که هر کجا می‌نشست سبز می‌شد و به همین دلیل خضر (سبز) نام گرفته است. با این حال بنا به برداشتی نیز، دو نفر با نام خضر وجود داشته‌اند، خضر اکبر که از اولاد سام بن نوح بوده و خضر ثانی که از انبیای بنی‌اسرائیل و مصاحب موسی بوده است.
او یکی از چهار مادر هستی در اشعار فردوسی است که با لقب مشک خوانده شده است:
| یکی مشک نام و دگر سیسنک |  | یکی نام نار آن دگر سوسنک |

یک بررسی دقیق‌تر متون مختلف نشان می‌دهد که نسخ بعدی داستان‌های ذوالقرنین به قرآن وابسته‌اند به‌طوری‌که از طریق مفسران اولیهٔ مسلمان فهمیده می‌شود عناصر کلیدی داستان‌های بعدی مانند وجه تسمیهٔ «ذوالقرنین» که نسبت داده شده به کوروش هخامنشی مدیون منابع آن‌ها در تفاسیر است.

## تطبیق و تحول اسطوره‌ای خضر
در روایت‌های مختلف، خضر را با ذوالقرنین مرتبط می‌دانند. دربارهٔ کیستیِ ذوالقرنین نیز گمانه‌های گوناگونی وجود دارد؛ مشخص نیست که کوروش هخامنشی است یا اینکه صعب پادشاه حمیری است که در قرآن بزرگ‌نمایی شده یا شخصی دیگر. در یک روایت، خضر و ذوالقرنین از سرزمین تاریکی عبور می‌کنند تا آب زندگانی را بیابند. ذوالقرنین در جستجوی چشمه گم می‌شود اما خضر آن را می‌یابد و از آن می‌نوشد و حیات جاودان می‌یابد. به‌نقل از وهب بن منبیه و ابن‌هشام، خضر بوده که پس از ملاقات با شاه در بیت‌المقدس، لقب ذوالقرنین را به او داده است. همچنین نسخه‌های مختلفی از رمان اسکندر وجود دارد که در آن خضر به‌عنوان خدمتکار اسکندر مقدونی ظاهر می‌شود. در اسکندرنامه که نویسنده‌اش نظامی گنجوی است، ذوالقرنین از خضر خواسته تا او و سپاهیانش را به‌سوی آب حیات هدایت کند. خضر موافقت می‌کند و سرانجام به‌تنهایی به آب حیات می‌رسد. دقیقاً مشخص نیست که در ادبیات دوران میانه خاورمیانه منظور نویسندگان از اسکندر، اسکندر مقدونی بوده یا شخصیتی دیگر.

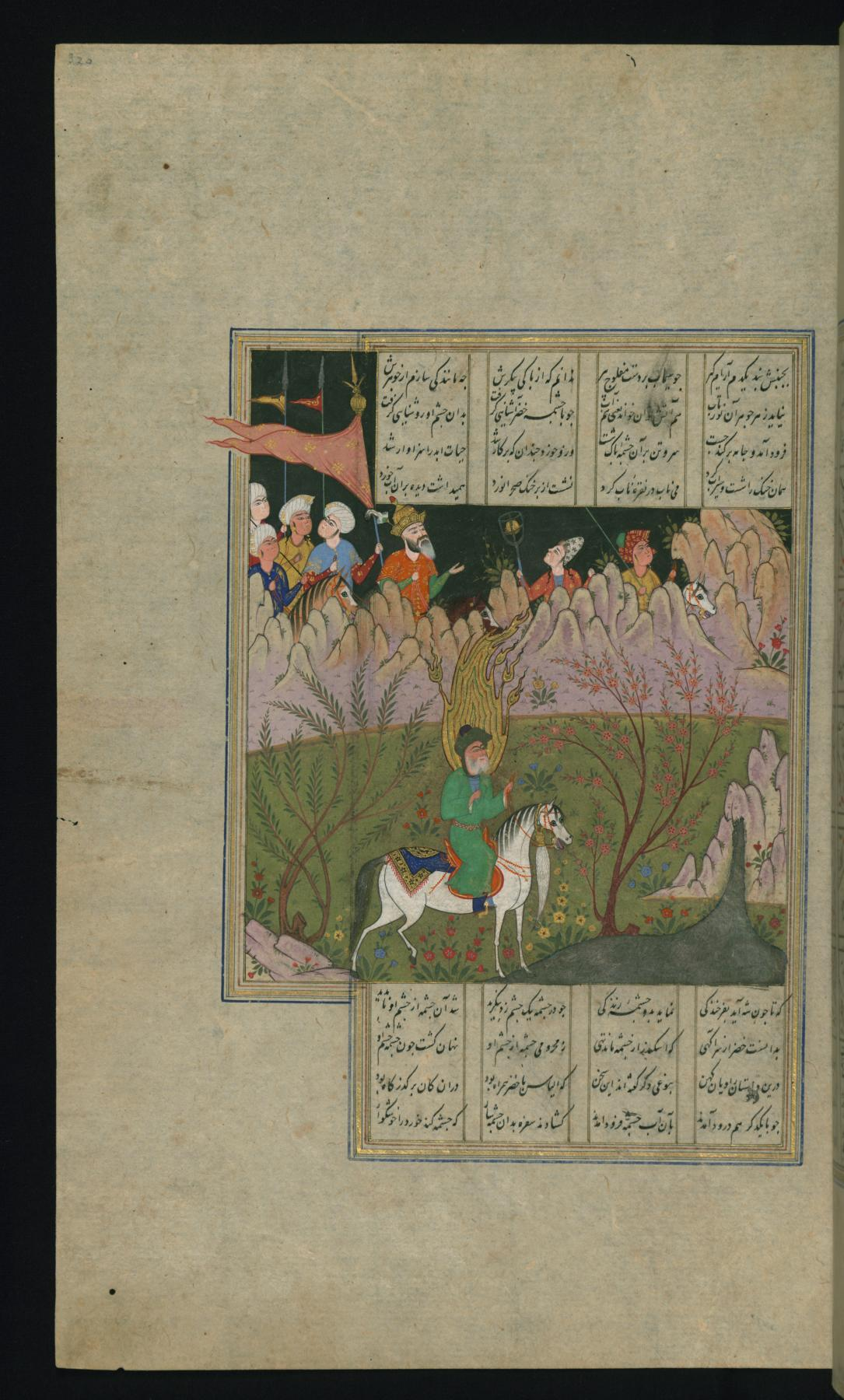
خضر به‌تنهایی به چشمه آب حیات رسیده است.

شخصیت خضر ممکن است از طریق اختلاط فرهنگ‌ها در طول جنگ‌های صلیبی وارد ادبیات اروپایی شده باشد.
در بخش‌هایی از هندوستان، خضر به‌نام خواجه خضر و روح رودخانه‌ها و چاه‌ها شناخته می‌شود. در اسکندرنامه از او به‌عنوان قدیسی که بر چشمه آب حیات نظارت دارد، یاد شده است و هندوها و مسلمانان او را محترم می‌شمارند. او گاهی به‌صورت پیرمردی با لباس سبز به تصویر کشیده می‌شود و اعتقاد بر این است که سوار بر ماهی است.

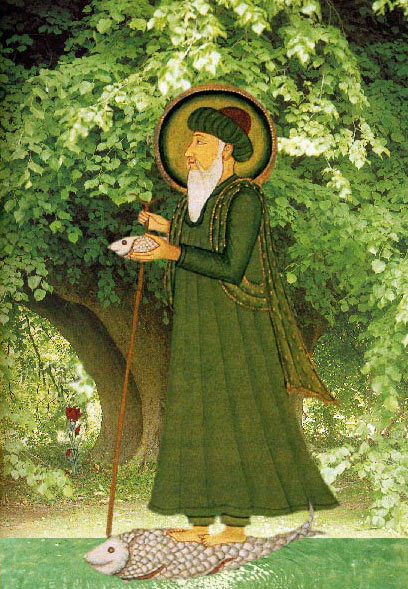
خضر، سوار بر ماهی

زیارتگاه اصلی او در جزیره‌ای از رودخانه سند در کنار باکار در پنجاب پاکستان است.

## خضر در آیات قرآن
داستان خضر، بدونِ ذکرِ صریحِ نامِ «خضر» در قرآن آمده است و براساس روایات و تفاسیر است که گفته می‌شود منظورِ قرآن از شخصِ موردِ مکالمهٔ موسی، خضر است. این داستان در آیات ۶۵ تا ۸۲ سورهٔ کهف در قرآن چنین آمده است:
[در آنجا] بنده‌ای از بندگان ما را یافتند که رحمت [و موهبت عظیمی] از سوی خود به او داده، و علم فراوانی از نزد خود به او آموخته بودیم. «۶۵»
موسی به او گفت: آیا از تو پیروی کنم تا از آنچه به تو تعلیم داده شده و مایه رشد و صلاح است، به من بیاموزی؟ «۶۶» گفت: تو هرگز نمی‌توانی با من شکیبایی کنی! «۶۷» و چگونه می‌توانی در برابر چیزی که از رموزش آگاه نیستی شکیبا باشی؟! «۶۸»
 [موسی] گفت: به خواست خدا مرا شکیبا خواهی یافت؛ و در هیچ کاری مخالفت فرمان تو نخواهم کرد! «۶۹»  [خضر] گفت: پس اگر می‌خواهی به‌دنبال من بیایی، از هیچ چیز مپرس تا خودم [به موقع] آن را برای تو بازگو کنم «۷۰»
 آن دو به راه افتادند؛ تا آن که سوار کشتی شدند، [خضر] کشتی را سوراخ کرد. [موسی] گفت: (آیا آن را سوراخ کردی که اهلش را غرق کنی؟! راستی که چه کار بدی انجام دادی!) «۷۱» گفت: آیا نگفتم تو هرگز نمی‌توانی با من شکیبایی کنی؟! «۷۲»   [موسی] گفت: مرا بخاطر این فراموشکاریم مؤاخذه مکن و از این کارم بر من سخت مگیر! «۷۳» باز به راه خود ادامه دادند، تا اینکه نوجوانی را دیدند؛ و او آن نوجوان را کشت. [موسی] گفت: آیا انسان پاکی را، بی‌آنکه قتلی کرده باشد، کشتی؟! براستی کار زشتی انجام دادی! «۷۴» [باز آن مرد عالم] گفت: آیا به تو نگفتم که تو هرگز نمی‌توانی با من صبر کنی؟! «۷۵» [موسی] گفت: بعد از این اگر دربارهٔ چیزی از تو سؤال کردم، دیگر با من همراهی نکن؛ [زیرا] از سوی من معذور خواهی بود! «۷۶»
باز به راه خود ادامه دادند تا به مردم قریه‌ای رسیدند؛ از آنان خواستند که به ایشان غذا دهند؛ ولی آنان از مهمان کردنشان خودداری نمودند؛ [با این حال] در آن جا دیواری یافتند که می‌خواست فروریزد؛ و [آن مرد عالم] آن را برپا داشت. [موسی] گفت: ([لااقل] می‌خواستی در مقابل این کار مزدی بگیری! «۷۷» او گفت: اینک زمان جدایی من و تو فرا رسیده؛ اما بزودی راز آنچه را که نتوانستی در برابر آن صبر کنی، به تو خبر می‌دهم. «۷۸»
اما آن کشتی مال گروهی از مستمندان بود که با آن در دریا کار می‌کردند؛ و من خواستم آن را معیوب کنم؛ [چرا که] پشت سرشان پادشاهی [ستمگر] بود که هر کشتی [سالمی] را بزور می‌گرفت! «۷۹» و اما آن نوجوان، پدر و مادرش با ایمان بودند؛ و بیم داشتیم که آنان را به طغیان و کفر وادارد! «۸۰» از این رو، خواستیم که پروردگارشان به جای او، فرزندی پاکتر و با محبت‌تر به آن دو بدهد! «۸۱» و اما آن دیوار، از آن دو نوجوان یتیم در آن شهر بود؛ و زیر آن، گنجی متعلق به آن دو وجود داشت؛ و پدرشان مرد صالحی بود؛ و پروردگار تو می‌خواست آن‌ها به حد بلوغ برسند و گنجشان را استخراج کنند؛ این رحمتی از پروردگارت بود؛ و من آن [کارها] را خودسرانه انجام ندادم؛ این بود راز کارهایی که نتوانستی در برابر آن‌ها شکیبایی به خرج دهی! «۸۲»

## خضر در شاهنامه فردوسی
در شاهنامه فردوسی در داستان پادشاهی اسکندر زمانی که اسکندر در جستجوی آب زندگانی بود به خضر می‌رسد. اسکندر در این ملاقات گوش به فرمان خضر است:
| سپه را بران شارستان جای کرد/     |  | یکی پیش رو چست بر پای کرد   |
| ورا اندر آن خضر بد رای زن/       |  | سر نامداران آن انجمن        |
| سکندر بیامد به فرمان اوی/        |  | دل و جان سپرده به پیمان اوی |
| بدو گفت کای مرد بیداردل/         |  | یکی تیز گردان بدین کار دل   |
| اگر آب حیوان به چنگ آوریم/       |  | بسی بر پرستش درنگ آوریم     |
| نمیرد کسی کو روان پرورد/         |  | به یزدان پناهد ز راه خرد    |
| دو مهرست با من که چون آفتاب/     |  | بتابد شب تیره چون بیند آب   |
| یکی زان تو برگیر و در پیش باش/   |  | نگهبان جان و تن خویش باش    |
| دگر مهره باشد مرا شمع راه/       |  | به تاریک اندر شوم با سپاه   |
| ببینیم تا کردگار جهان/           |  | بدین آشکارا چه دارد نهان    |
| توی پیش رو گر پناه من اوست/      |  | نمایندهٔ رای و راه من اوست   |
| چو لشکر سوی آب حیوان گذشت/       |  | خروش آمد الله اکبر ز دشت    |
| چو از منزلی خضر برداشتی/         |  | خورشها ز هرگونه بگذاشت      |
| همی رفت ازین سان دو روز و دو شب/ |  | کسی را به خوردن نجنبید لب   |
| سه دیگر به تاریکی اندر دو راه/   |  | پدید آمد و گم شد از خضر شاه |
| پیمبر سوی آب حیوان کشید/         |  | سر زندگانی به کیوان کشید    |
| بران آب روشن سر و تن بشست/       |  | نگهدار جز پاک یزدان نجست    |
| بخورد و برآسود و برگشت زود/      |  | ستایش همی بافرین بر فزود    |